# Fizostigmin
Fizostigmin (eserin) je parasimpatomimetski alkaloid. On je reverzibilni inhibitor holinesteraze. 
Ova supstanca je sintetisana 1935. Dostupna je pod imenima: Antilirium, Isopto Eserine, Eserin salicilat i Eserin sulfat.

## Farmakologija
Fizostigmin deluje tako što ometa metabolizam acetilholina. On je kovalentni (reverzibilni - veza se hidrolizuje) inhibitor acetilholinsteraze, enzima odgovornog za razlaganje acetilholina u sinaptičkim rascepima neuromuskularnih spojeva. On indirektno stimuliše nikotinske i muskarinske receptore.

## Biosinteza
Biosinteza fizostigmina je predložena počevši od triptaminske metilacije i postheterociklizacije katalisane nepoznatim enzimom:

## Spoljašnje veze
|  | Molimo Vas, obratite pažnju na važno upozorenje u vezi sa temama iz oblasti medicine (zdravlja). |